# اندی کیوومیا
اندی کیوومیا (انگلیسی: Andy Kiwomya؛ زادهٔ ۱ اکتبر ۱۹۶۷) بازیکن فوتبال اهل بریتانیا است.
از باشگاه‌هایی که در آن بازی کرده‌است می‌توان به باشگاه فوتبال شفیلد ونزدی، باشگاه فوتبال روترهام یونایتد، باشگاه فوتبال بارنزلی، باشگاه فوتبال لوتون تاون، باشگاه فوتبال اسکانتورپ یونایتد، باشگاه فوتبال نوتس کانتی، باشگاه فوتبال نانیتون تاون، باشگاه فوتبال بوستون یونایتد، باشگاه فوتبال داندی، باشگاه فوتبال برنلی، و باشگاه فوتبال برادفورد سیتی اشاره کرد.